# Damir Milačić
Damir Milačić, né le 25 février 1975 à Slavonski Brod, alors en Yougoslavie, est un entraîneur croate et ancien joueur basket-ball. En tant que joueur il évoluait au poste de meneur.

## Palmarès
- Coupe de Slovénie 2000